# Eccles Building (Washington D. C.)
El Marriner S. Eccles Federal Reserve Board Building alberga las oficinas principales de la Junta de Gobernadores del Sistema de la Reserva Federal de los Estados Unidos. Está ubicado en la intersección de 20th Street y Constitution Avenue en Washington D. C. El edificio, diseñado en el estilo del clasicismo despojado, fue diseñado por Paul Philippe Cret y terminado en 1937. El presidente Franklin D. Roosevelt dedicó el edificio el 20 de octubre de 1937.
El edificio lleva el nombre de Marriner S. Eccles (1890–1977), presidente de la Reserva Federal bajo el presidente Roosevelt, por una ley del Congreso el 15 de octubre de 1982. Anteriormente había sido conocido como el Edificio de la Reserva Federal.

## Concurso de arquitectura

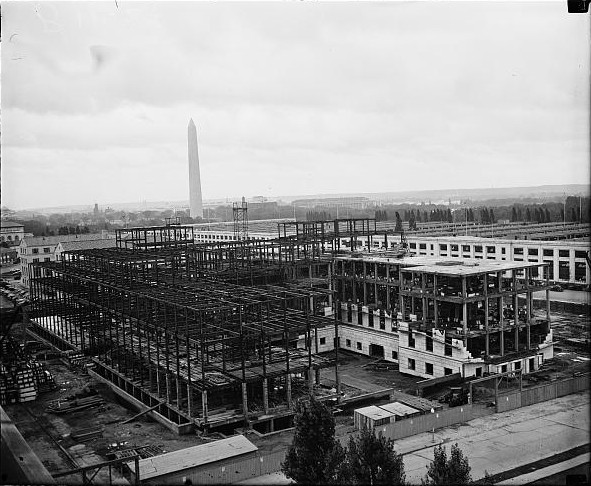
El Eccles Building en construcción en 1936

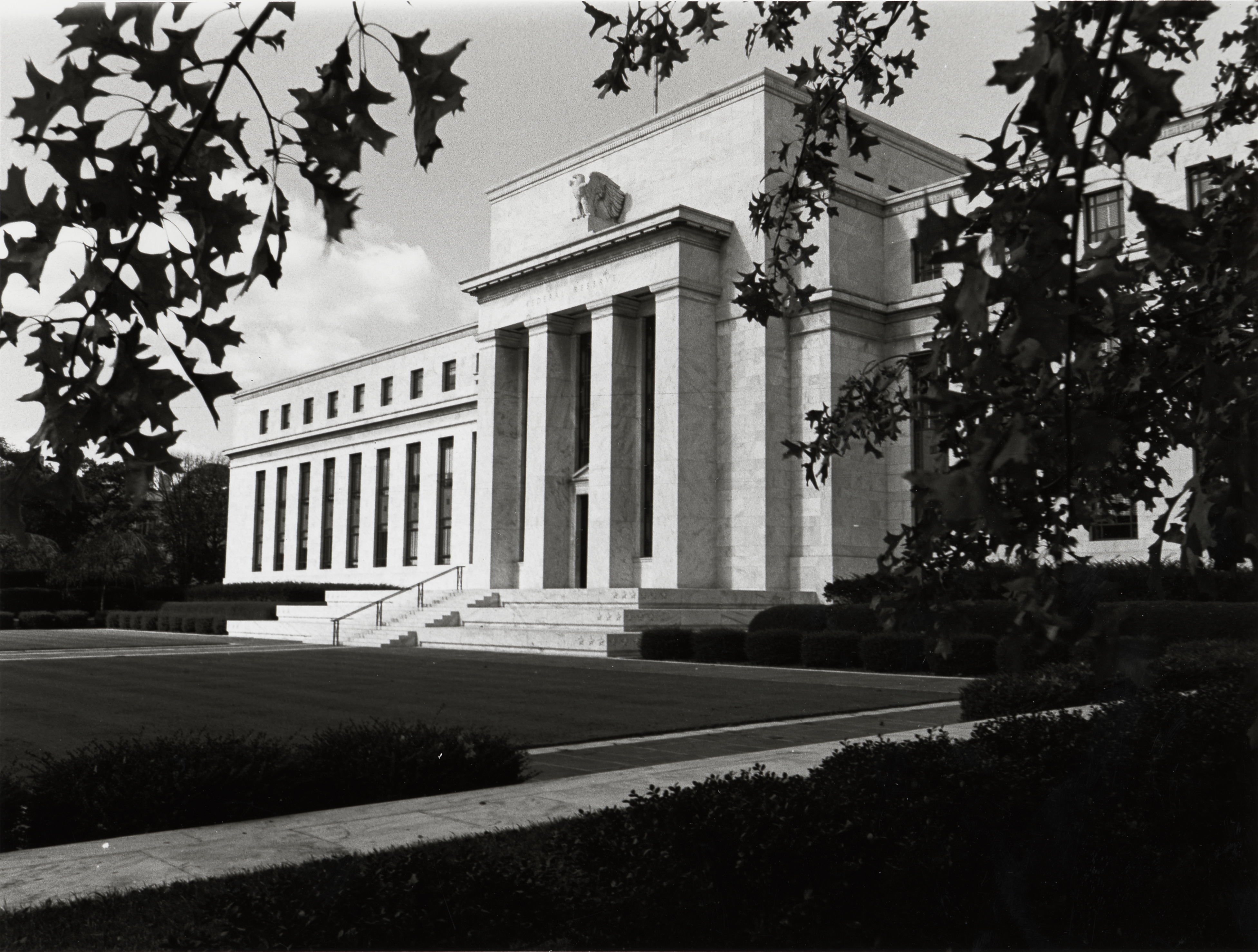
El Eccles Building en 1937

De 1913 a 1937, la Junta de la Reserva Federal se reunió en el edificio del Tesoro de los Estados Unidos en la avenida Pensilvania de Washington D. C., mientras que los empleados estaban dispersos en tres lugares de la ciudad. En respuesta a la Ley Bancaria de 1935, que centralizó el control del Sistema de la Reserva Federal y lo colocó en manos de la Junta, la Junta decidió consolidar su creciente personal en un nuevo edificio, que se ubicará en la avenida de la Constitución y diseñado por un arquitecto seleccionado a través de un concurso invitado.

Los principales funcionarios que supervisaron la competencia fueron Charles Moore, presidente de la Comisión de Bellas Artes de los Estados Unidos, y Adolph C. Miller, miembro de la Junta desde 1914. Miller redactó una declaración para ayudar a los arquitectos competidores a comprender las preocupaciones de Board, explicando que el estilo tradicional de la arquitectura pública, con columnas, frontones y un uso generoso de la ornamentación simbólica, no sería de gran preocupación.
"Sin embargo, al describir el carácter del edificio como gubernamental, no se pretende sugerir que se deba enfatizar su carácter monumental. Se cree deseable que su atractivo estético se deba a la dignidad de la concepción, la proporción, la escala y la pureza de la línea en lugar de enfatizar las características puramente decorativas o monumentales. Por esta razón, se sugiere que el uso de columnas, frontones y otras formas similares pueden omitirse por completo y deben restringirse al carácter del edificio como se describe anteriormente".
Se recibieron propuestas de arquitectos como John Russell Pope y James Gamble Rogers. El ganador fue Paul Philippe Cret.

## El arquitecto y el diseño

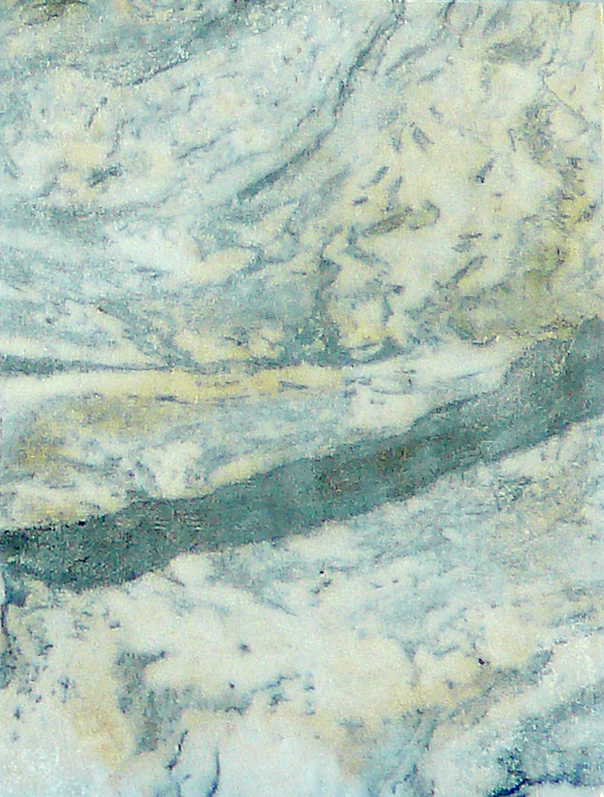
Imagen referencial

Cret era un ciudadano estadounidense naturalizado que se había formado en la Escuela de Bellas Artes de París. Fue invitado a los Estados Unidos en 1903 para establecer el departamento de arquitectura en la Universidad de Pensilvania y estableció su propia práctica en 1907.
Su primer encargo importante fue el Casa de las Américas, en Washington D. C. (1908). Diseñado con Albert Kelsey, era un edificio del estilo Beaux-Arts por excelencia, con una impresionante fachada clásica, rica ornamentación y referencias alegóricas a los objetivos de la organización. Esto condujo a muchos otros encargos de monumentos de guerra, edificios cívicos, juzgados y museos en ciudades como Detroit, Hartford, Filadelfia, Indianápolis y Washington D. C.
Para 1935, bajo la influencia del Modernismo, el estilo de Cret había evolucionado hacia el Clasicismo Despojado de edificios como la Biblioteca Folger Shakespeare (1929-1932). Pero fiel a la tradición Beaux-Arts, supervisó todos los aspectos del proyecto de construcción, incluidos los detalles técnicos y estéticos. Su empresa realizó más de 300 bocetos a mano alzada, planos medidos, planos del sitio, estudios de elevación y dibujos en perspectiva, cada uno de los cuales podía contener vistas frontales, laterales y superiores, y detalles seccionales cuando era necesario.
El edificio de cuatro pisos, con un exterior de mármol de Georgia, tiene la forma de la letra H, con el espacio a ambos lados del centro del edificio formando patios este y oeste. El interior tiene un atrio de dos pisos con escaleras dobles y un tragaluz grabado con el contorno de un águila. El piso del atrio es de mármol y sus paredes son de mármol travertino. El espacio para reuniones más grande es la sala de juntas de dos pisos.
La construcción del edificio comenzó en 1935 y se completó en 1937. Su clasicismo pragmático capturó el espíritu de la era de la Depresión y de la época de la guerra en Washington, una ciudad decidida a seguir siendo grandiosa pero sin nada de sobra en lo no esencial.

## Ornamentación y mobiliario

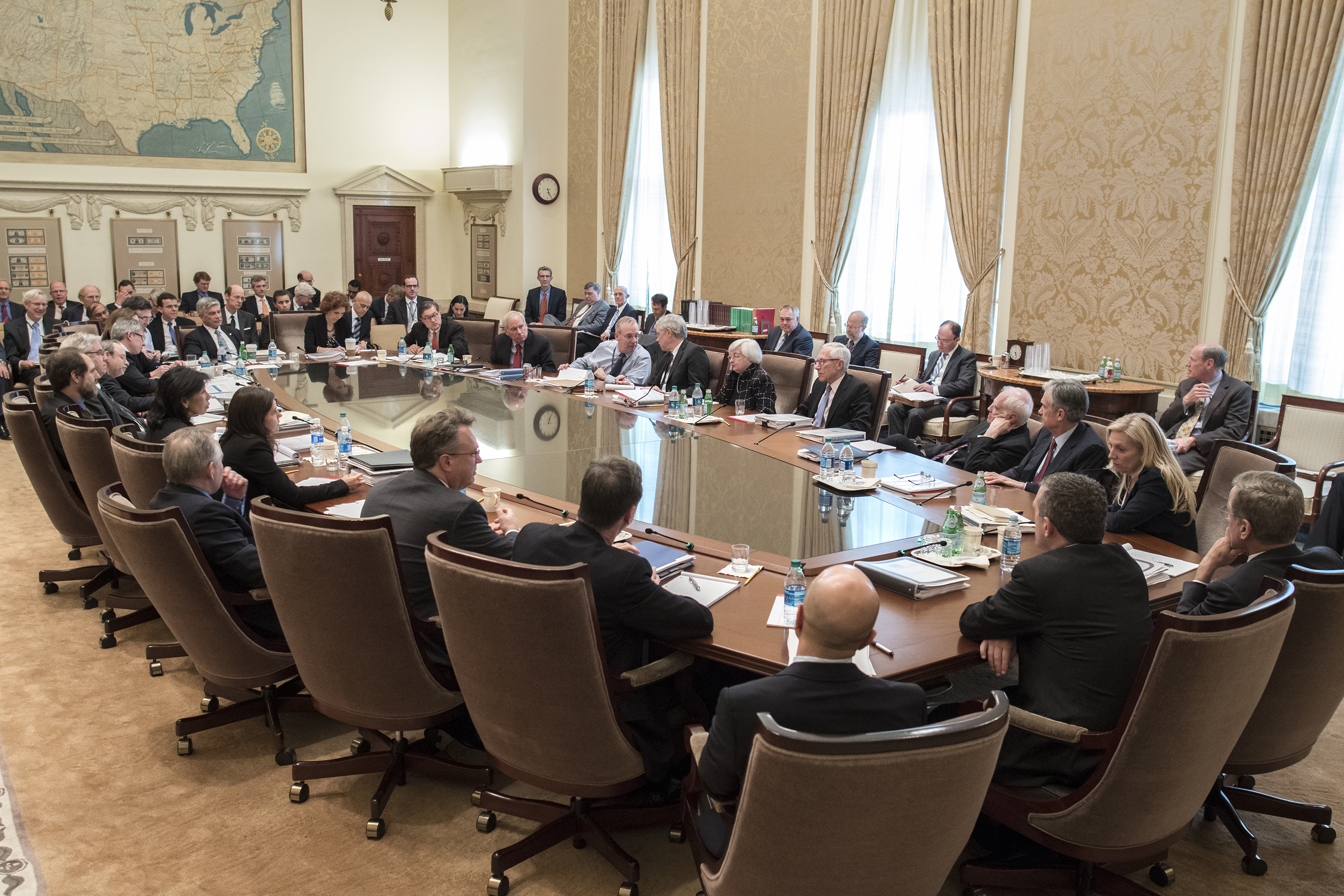
Reunión del Comité Federal de Mercado Abierto en la Sala de Juntas del Eccles Building

Cret empleó a artistas reconocidos a nivel nacional para completar la ornamentación y el mobiliario del edificio. Sidney Waugh diseñó el águila en la fachada frontal, la única escultura tridimensional del edificio que fue tallada por los hermanos Piccirilli, mientras que John Gregory) talló bajorrelieves para el exterior de la Entrada C de la calle. Samuel Yellin, un destacado artesano de hierro forjado de Filadelfia, diseñó y ejecutó numerosas barandillas, puertas y accesorios en todo el edificio. El granito rosa de Milford se utilizó como material de construcción.
El muralista Ezra Winter pintó un gran mapa de los Estados Unidos para la sala de juntas, y el escultor Herbert Adams creó monumentos al presidente Woodrow Wilson y al senador Carter Glass para ocupar nichos en el vestíbulo principal. El mobiliario fue producido por W. & J. Sloane, Nueva York, teniendo los arquitectos la responsabilidad final.